# Hearts and Minds
Hearts and Minds ist ein US-amerikanischer Dokumentarfilm über den Vietnamkrieg von Peter Davis. Der Titel basiert auf einem Zitat des US-Präsidenten Lyndon B. Johnson: „der ultimative Sieg hängt letztlich von den Herzen und Gedanken (engl. Hearts and Minds) der Menschen ab, die dort draußen leben.“ Der Film hatte seine Premiere bei den Internationalen Filmfestspielen von Cannes 1975 und wurde 1975 mit einem Oscar als bester Dokumentarfilm ausgezeichnet.
Die kommerzielle Auswertung in den USA wurde durch einen gerichtlichen Prozess verzögert, bei dem einem der Interviewten, Walt Rostow, vorübergehend ein Kontaktverbot auferlegt wurde, da er durch seine Anwälte hatte verlauten lassen, der Film sei „in gewisser Weise irreführend“ und „nicht repräsentativ“ und dass er nicht die Möglichkeit gehabt hätte, den Ergebnissen des Interviews zuzustimmen. Columbia Pictures lehnte es daraufhin ab, den Film herauszubringen, wodurch die Produzenten gezwungen waren, die Rechte zurückzunehmen und den Film anderweitig zu veröffentlichen. Der Film wurde schließlich gerade noch rechtzeitig veröffentlicht, um für die Oscar-Nominierungen berücksichtigt zu werden. 2018 wurde er in das National Film Registry aufgenommen.

## Personen

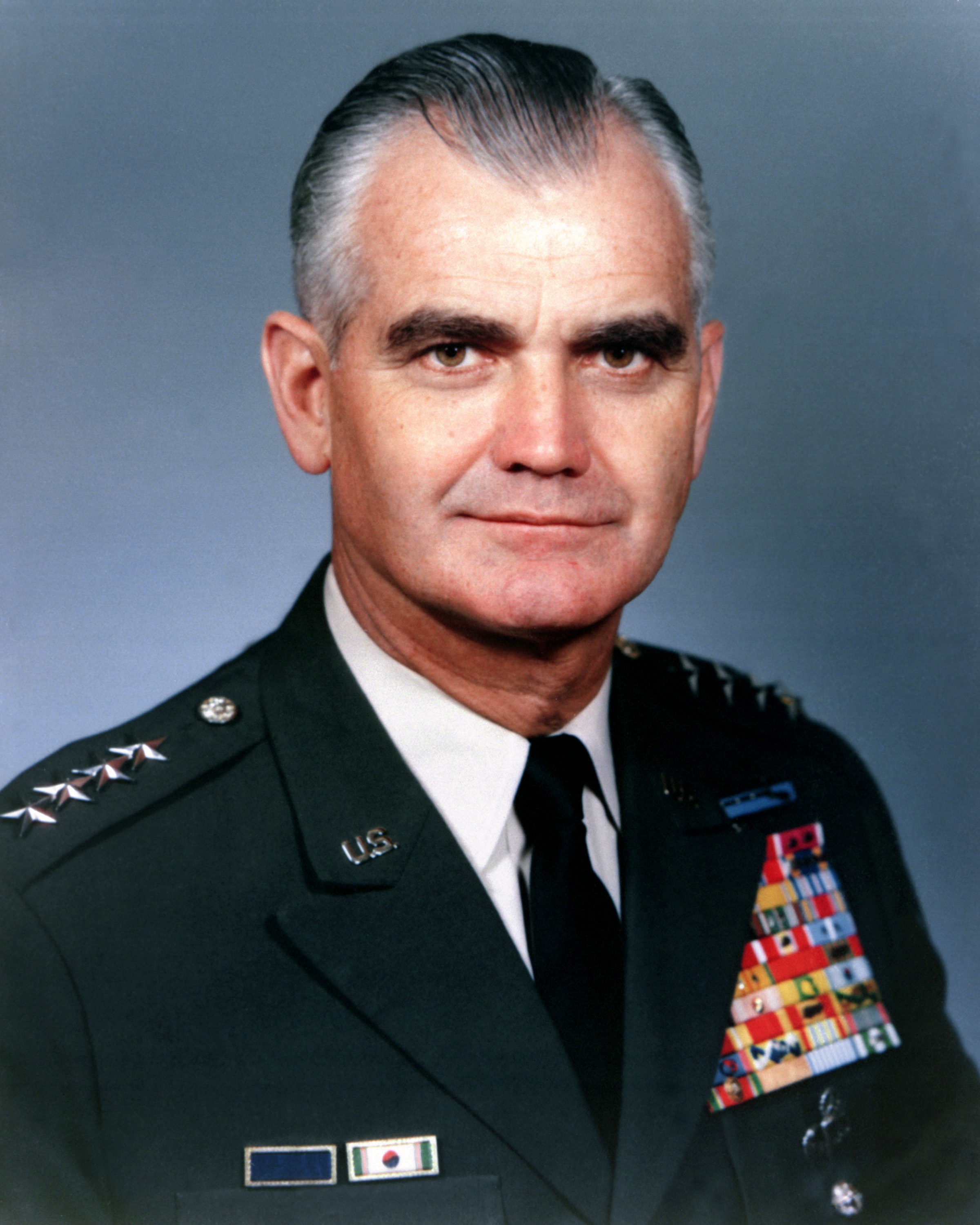
General William Westmoreland, United States Army Chief of Staff

Eine der schockierendsten und am kontroversesten diskutierten Szenen zeigt die Beerdigung eines ARVN-Soldaten und seine trauernde Familie, wobei eine schluchzende Frau davon abgehalten werden muss, in das Grab zu steigen. Die Beerdigungsszene wird gegenübergestellt mit einem Interview mit General William Westmoreland – Befehlshaber der US-amerikanischen Militäroperationen im Vietnamkrieg von 1964 bis 1968 und United States Army Chief of Staff von 1968 bis 1972 –, der sich darüber äußert, dass „die Menschen in Fernost nicht in gleicher Weise das Leben wertschätzen wie westliche Menschen. Das Leben ist teuer; im Orient ist es billig“. Nach der Aufnahme ließ Westmoreland sie wiederholen, da er sich seiner Ansicht nach falsch geäußert hatte. Nach der zweiten Aufnahme wurde sie ein drittes Mal aufgezeichnet. Die dritte Aufnahme wurde schließlich im Film verwendet. Davis gab später zu verstehen, wie entsetzt er war, „als General Westmoreland sagte, ‚die Menschen in Fernost haben nicht die gleiche Wertschätzung für das Leben‘; statt mit ihm zu argumentieren, wollte ich ihm die Luft aus den Segeln nehmen … Ich wollte, dass die Sache im Vordergrund steht, nicht ich als Regisseur.“
Der Film enthält außerdem eine Videosequenzen von George Thomas Coker, einem Piloten der United States Navy, der von den Nordvietnamesen für 6½ Jahre als Kriegsgefangener festgehalten wurde, darunter mehr als zwei Jahre in Einzelhaft. Eine der ersten Szenen des Films zeigt eine Willkommensparade für Coker in seiner Heimatstadt Linden, New Jersey, bei der er den versammelten Menschen erklärt, dass wenn es notwendig wird, sie bereit sein müssten, ihn zurück in den Krieg zu schicken. In einer Schule antwortete er auf die Frage eines Schülers, dass die Menschen dort sehr rückschrittlich leben und primitiv sein würden, und dass sie alles vermasseln würden („make mess out of everything“). In einem Artikel von 2004 in The Washington Post kommentiert Desson Thomson Cokers Auftritt mit: „Wenn er Kriegsbefürworter vor die Kamera bringt, trifft Davis eine umsichtige Entscheidung.“ Stefan Kanfer stellte im Magazin Time hingegen bei Cokers Porträt eine ungleiche Schwerpunktsetzung fest: „Ein Ex-Kriegsgefangener kehrt nach New Jersey zurück und wird parallelmontiert mit rot-weiß-blau-blütigen Patrioten und großäugigen Schulkindern. Die Kamera, die großzügig das Leid politischer Gefangener aufgenommen hat, scheint nicht interessiert zu sein an den Erfahrungen von Demütigung und Folter des US-Lieutenants.“
Im Film wird außerdem der Vietnamkriegsveteran und Antikriegsaktivist Bobby Muller gezeigt, der später die Vereinigung Vietnam Veterans of America gründete.
Daniel Ellsberg, der die Pentagon-Papiere im Jahr 1971 veröffentlichte, diskutiert zudem seine anfänglich übereifrige Einstellungen gegenüber dem Krieg.
In einem weiteren Interview sagt der Kriegsveteran Randy Floyd: „Wir haben mit allen Mitteln versucht, das in Vietnam Gelernte zu vergessen. Ich denke, die Amerikaner haben extrem hart daran gearbeitet, die Kriminalität der Offiziellen und der Politik zu übersehen.“
Im Film werden auch Bilder von Phan Thị Kim Phúc gezeigt, die im Alter von neun Jahren nach einem Napalm-Angriff mit schweren Rückenverbrennungen nackt auf der Straße rennt.

### Liste der Interviewten
Die folgende Liste enthält nur Personen, die im Abspann erwähnt sind, dazu gehören beispielsweise nicht die verschiedenen US-Präsidenten (Nixon, Kennedy, Johnson etc.) und Bob Hope:
- Clark M. Clifford, Rechtsberater von Truman 1946–50, Secretary of Defense 1968–69
- John Foster Dulles, Secretary of State to USA 1953–59
- Georges Bidault, französischer Außenminister 1954
- Lt. George Coker, Vietnam PoW 1966–73
- Walt Rostow, Berater von Johnson und Kennedy
- Senator J. W. Fulbright, Vorsitzender des Foreign Relations Committee
- Ehem. Cpt. Randy Floyd
- Jerry Holter und Charles Hoey, USAF-Piloten
- J. Edgar Hoover
- Senator Joseph McCarthy
- Ehem. Cpl. Stan Holder
- Ehem. 1st Lt. Bobby Muller
- Daniel Ellsberg, ehem. Berater Defence Dept. RAND Corporation
- General William Westmoreland, Comm. General Vietnam 1964–68
- Nguyen Van Toi, Vietnamese
- Vo Thi Hue und Vo Thi Tu, vietnamesische Schwestern
- Pater Chan Tin aus Saigon
- Diem Chau, Editor des Magazins Trinh Bay
- David Emerson of Concord, Massachusetts, Vater eines getöteten Piloten
- Mui Duc Giang, vietnamesischer Bestatter
- Ehem. Special 5 Edward Sowders, Kriegsverweigerer
- Mrs Lora Sowders, seine Mutter
- Barton Osbern, ehem. Army Intelligence Officer CIA
- Sgt. George Trendell aus Fort Dix, New Jersey
- Thich Lieu Minh von der An Quang Pagoda, Saigon
- Ehem. Sgt. William Marshall aus Detroit
- Colonel George Patton IV
- Duong Van Khai, Flüchtling
- Nguyen Ngoc-Linh, Vorsitzender des Mekong Conglomerate, ehem. Kabinettsminister
- Mike Sulsana, Amputierter
- I. F. Stone, Journalist
- Senator Eugene McCarthy
- Senator Robert Kennedy
- Ngô Đình Diệm, Präsident von Südvietnam 1957, getötet 1963
- General Nguyễn Khánh, Präsident von Südvietnam 1964–65
- General Maxwell Taylor, Botschafter von Südvietnam 1964–65
- Nguyen Thi Sau, ehem. politischer Flüchtling (F)
- Ngo Ba Thanh, politischer Flüchtling
- Mary Cochran Emerson, Mutter eines getöteten Piloten
- Vu Duc Vinh North, vietnamesisches Opfer eines Bombenangriffs

## Rezeption
Hearts and Minds hat eine ausführliche Rezeption nach sich gezogen, meist entweder glühend positiv oder verurteilend negativ, wobei die Kritiker dazu tendierten, den Film entweder als Meisterwerk des politischen Dokumentarfilms oder als beißenden Anti-Vietnamkriegsfilm zu bewerteten. Nach den Filmen über den Vietnamkrieg in den 1960er und 1970er Jahren, die ebenso polarisierten, ist Hearts and Minds der erste Film, der 1975 nach Kriegsende veröffentlicht wurde. Die Zusammenstellung von überwiegend zeitgenössischen Kritiken bei Rotten Tomatoes ergab bei 41 Kritiken insgesamt 90 % positive Bewertungen: die durchschnittlich vergebene Punktzahl beträgt 8,3 von 10.
Vincent Canby von The New York Times nannte Hearts and Minds einen epischen Dokumentarfilm „[…] [der] dieser Nation ihr quälendes Eingreifen im Vietnam vor Augen führt, etwas über das man alles zu wissen glaubt, das Ende einbegriffen, aber das stimmt nicht“. Canby zählte den Film zu seinen Top Ten des Jahres 1975 und nannte ihn eine „feinfühlige, komplexe, bedauerlicherweise voreingenommene Meditation über amerikanische Macht“ und einen Film, „der sich als einer der allumfassendsten filmischen Zeugnisse der amerikanischen Zivilisation offenbart“. Desson Thomson von der The Washington Post beschrieb den Film als „einen der besten Dokumentarfilme aller Zeiten, ein herausragender Film über die Gedanken und Gefühle einer Ära und den Beigeschmack und die Feindseligkeit, die diese Zeit mit sich brachte“. Rex Reed nannte Hearts and Minds den „besten Film beim Filmfestival in Cannes“ und bemerkte, dass dies der „einzige Film“ sei, „der den Schleier um den Vietnamkrieg lüftet und die Wahrheit sagt“. World Movies, ein australischer Abokanal, betitelte Hearts and Minds in seiner 2007er Liste als einen von 25 Dokumentarfilmen, die man sehen müsse, bevor man sterbe.
Andere Kritiker kritisierten den Film für seine unausgeglichene Darstellung. Roger Ebert von der Chicago Sun-Times schrieb: „Hier ist ein Dokumentarfilm über Vietnam, der nicht wirklich aufrichtig zu uns ist […] Wenn wir etwas darüber wissen, wie Filmmaterial zur Geltung gebracht werden kann und wie ein Filmschnitt einen Standpunkt vertreten kann, wirkt der Film teilweise wie Propaganda […] Und letztlich, Szene für Szene, ist das Rohmaterial derart verheerend, dass es die Tricks unwirksam machen lässt.“ Walter Goodman von The New York Times schrieb in seinem Artikel False Art of the Propaganda Film, dass Davis’ Interview-Technik nur eine Seite sei und argumentierte, dass Walt Rostows Antwort eine Reaktion auf eine „mögliche Provokation, eine Geste, einen falschen Gesichtsausdruck oder eine bestimmte Formulierung“ gewesen sein könnte. Dazu äußerte die Schauspielerin Shirley MacLaine: „[Goodman] nutzt die bei Propaganda übliche Verfälschung und Verzerrung. So beginnt er etwa damit, dass er behauptet, in den meisten Ländern sei Propaganda ein Monopol des Staats, in den USA hingegen der Staatsgegner. Das ist lächerlich, Amerika investiert der Staat jährlich Millionen von Dollar in Propaganda.“ David Dugas von United Press International äußerte sich 1975 in einer Kritik in Pacific Stars and Stripes, „Davis’ Ansatz ist klar einseitig und sicherlich nicht dazu gedacht, Vietnamhardliner zu beeindrucken, aber der Film ist brillant montiert, bissig und informativ.“
Colin Jacobson schrieb in einer Rezension für den DVD Movie Guide: „Die wahrscheinlich größte Kritik an Hearts and Minds ergibt sich aus der redaktionellen Herangehensweise; ohne zu zögern, nimmt er eine Antikriegshaltung ein und einige argumentieren, dass er auch pro-vietnamesische Züge zeigt. Letztlich hinterlässt Hearts and Minds den Eindruck eines fehlerhaften Films, der schlicht zu einseitig ist.“ In seiner Online-Bewertung für Images: A Journal of Film and Popular Culture schrieb David Ng: „Die Dokumentation ist klar gegen den Krieg, sowohl im Ton als auch inhaltlich.“ M. Joseph Sobran, Jr. vom konservativen Magazin National Review schrieb, der Film sei „offensichtliche Propaganda“ und „unaufrichtigerweise einseitig“, und geht dabei auf die filmischen Mittel ein, die verwendet wurden, um diesen Effekt zu erzielen. Stefan Kanfer vom Magazin Time bemerkte, dass der Film hätte „durchweg mehr als genug Herz“. Es sei der „Verstand“ („mind“), der fehle. Und weiter: „Der größte Fehler liegt in der Methodik: Der Vietnamkrieg ist zu verworren, zu unaufrichtig, um in einer kommentarlosen Zusammenstellung behandelt zu werden.“
Michael Moore bezeichnete Hearts and Minds als einer der Filme, die ihn dazu inspiriert hätten, ein Filmemacher zu werden und nannte ihn „nicht nur der beste Dokumentarfilm, den ich jemals gesehen habe, sondern vielleicht der beste Film überhaupt.“ Viele der filmischen Mittel verwendete er in seinem Film Fahrenheit 9/11.

## Academy Award
Nachdem Columbia Pictures sich geweigert hatte, den Film zu vertreiben, kauften die Produzenten Bert Schneider und Henry Jaglom die Rechte zurück und veröffentlichten den Film im März 1975 durch Warner Bros. Die ursprüngliche Veröffentlichung am 18. Dezember 1974 in Los Angeles, Kalifornien wurde abgesagt, nachdem Warner Bros. die notwendige Summe von einer Million US-Dollar nicht aufbringen konnte, um die Rechte von Columbia Pictures zu erwerben. Der Film wurde schließlich in der letztmöglichen Woche veröffentlicht, um noch für die anstehenden Oscars berücksichtigt zu werden.
Bei seiner Rede bei der Entgegennahme seines Oscars am 8. April 1975 sagte Ko-Produzent Bert Schneider: „Es ist ironisch, dass wir nun hier stehen, in einer Zeit, kurz bevor der Vietnam seine Unabhängigkeit zurückerlangt, und dann ein Telegramm zu lesen mit der Aufschrift ‚Freundschaftliche Grüße an alle amerikanischen Menschen‘ vom Botschafter Dinh Ba Thi der provisorischen revolutionären Regierung (Viet Cong) in einer Delegation des Paris Peace Accords. Das Telegramm dankt der Antikriegsbewegung ‚für alles, was sie im Interesse des Friedens getan haben‘“. Frank Sinatra antwortete später, indem er einen Brief von Bob Hope las, einem anderen Moderator der Oscar-Show: „Die Academy sagt, wir sind nicht verantwortlich für jedwede politische Bezugnahme während der Show, und wir sind betrübt, dass sich derartiges an diesem Abend abspielte.“